# Blanc-manger Coco
Ne doit pas être confondu avec Blanc-manger.
Blanc-manger Coco est un jeu de cartes français créé en 2014. Il est fondé sur le jeu du « cadavre exquis », repris également par Apples to Apples (en) et Cards Against Humanity. Il est composé de 600 cartes.

## Description
À chaque tour, le premier joueur lit une carte bleue contenant une phrase à trou(s) et les autres joueurs choisissent une carte blanche parmi les onze qu'ils possèdent dans leur main pour compléter cette phrase. Toutes les phrases sont ensuite lues une à une par le premier joueur qui choisit, de façon subjective, celle qu'il préfère, sans savoir de qui viennent les propositions. Les combinaisons de cartes produisent souvent un humour transgressif et politiquement incorrect.

## Distribution
Distribué par Blackrock Games, Blanc-manger Coco s'est vendu à plus de 1 500 000 exemplaires en France, Belgique, Québec et Suisse, depuis sa création à 2018. Il existe aussi en italien (Coco Rido) , en allemand (Coco Papagei) et en espagnol (Cocorroto).
En mars 2020, durant le confinement lié à la pandémie de Covid-19, Blanc-manger Coco lance une version en ligne du jeu appelée Blanc-manger Coconfinement.

## Critique
Le jeu est parfois accusé de faire la promotion de la culture du viol, du racisme ou encore de la misogynie.